# Горьков, Николай Фёдорович
Николай Фёдорович Горьков (1925—2012) — полковник Советской Армии, участник Великой Отечественной войны, Герой Советского Союза (1944).

## Биография
Николай Горьков родился 5 августа 1925 года в городе Казалинске (ныне — Кзыл-Ординская область Казахстана) в семье служащего. Окончил неполную среднюю школу. В январе 1943 года Горьков был призван на службу в Рабоче-крестьянскую Красную Армию. С августа того же года — на фронтах Великой Отечественной войны. К январю 1944 года гвардии младший сержант Николай Горьков командовал пулемётным расчётом 142-го гвардейского стрелкового полка 47-й гвардейской стрелковой дивизии 8-й гвардейской армии 3-го Украинского фронта. Отличился во время освобождения Днепропетровской области Украинской ССР.
30-31 января 1944 года в ходе боёв в районе села Сорочино Никопольского района Горьков принял активное участие в прорыве вражеской обороны и отражении ряда немецких контратак. 28 февраля 1944 года он одним из первых ворвался на господствующую высоту в Широковском районе. Заняв позицию на высоте, он удерживал её в течение трёх часов до подхода подкреплений.
Указом Президиума Верховного Совета СССР от 3 июня 1944 года гвардии младший сержант Николай Горьков был удостоен высокого звания Героя Советского Союза с вручением ордена Ленина и медали «Золотая Звезда».
В 1946 году Горьков окончил Астраханское военное пехотное училище, в 1949 году — курсы усовершенствования офицерского состава. В 1987 году в звании полковника он был уволен в запас. Проживал в городе Люберцы Московской области. Умер 9 ноября 2012 года.
Почётный гражданин Люберец. Был также награждён орденом Отечественной войны 1-й степени и рядом медалей.